# Optimum Nutrition
Optimum Nutrition, Inc. ist ein US-amerikanischer Hersteller von Nahrungsergänzungsmitteln mit Sitz in Illinois. Das Unternehmen ging aus dem 1986 von den Brüdern Tony und Michael Costello gegründeten Vertriebsunternehmen Costello’s Health Distributors hervor. Seit 2008 ist Optimum Nutrition Teil der irischen Glanbia Gruppe.

## Geschichte
Seit 2008 gehört Optimum Nutrition zu der Glanbia Gruppe, die das Unternehmen für 315 Millionen US-Dollar kaufte. Zu diesem Zeitpunkt hatte Optimum Nutrition 387 Mitarbeiter und generierte 185 Mio. US-Dollar Umsatz bei einem Gewinn von 32 Mio. US-Dollar. Seit 2011 besitzt die Glanbia Gruppe ebenfalls die US-amerikanische Nahrungsergänzungsfirma Bio-Engineered Supplements and Nutrition, Inc. (BSN).

## Produkte
Bekannt ist Optimum Nutrition vor allem für das Gold Standard 100 % Whey. Es ist das weltweit meistverkaufte Whey-Proteinpulver. Zudem brachte Optimum Nutrition 2005 mit dem Gold Standard 100 % Casein das erste Proteinpulver auf den Markt, das ausschließlich aus Caseinprotein bestand, und begründeten damit die Kategorie der langsam verdaulichen Proteinpulver. Optimum Nutrition ist die einzige Supplementfirma, die Produkte jeder Kategorie herstellt, unter anderem Riegel, Proteinpulver, Ready-to-drink-Shakes und -Getränke, Energieprodukte, Multivitaminpräparate und weitere Gesundheits- und Wellnessprodukte.
Die Produkte werden in insgesamt beinahe 10.000 Fachgeschäften, Fitnessstudios und in großen Super- und Drogeriemärkten verkauft. Sie sind in über 70 Ländern käuflich erwerbbar. Optimum Nutrition verfügt über Produktionsstandorte in Aurora, Illinois, Walterboro, South Carolina und Sunrise, Florida.

## Sponsorings
Optimum Nutrition ging 2019 eine Partnerschaft mit der englischen Rugby-Nationalmannschaft ein.